# Półnorma
Półnorma (lub seminorma) – podaddytywny i dodatnio jednorodny funkcjonał określony na przestrzeni liniowej, tj. funkcja {\displaystyle p\colon X\to [0,\infty ),} gdzie X jest przestrzenią liniową, spełniająca warunki
1. {\displaystyle p(x+y)\leqslant p(x)+p(y),}
2. {\displaystyle p(\alpha x)=|\alpha |p(x)}

dla wszystkich elementów {\displaystyle x,y} przestrzeni {\displaystyle X} oraz wszystkich skalarów {\displaystyle \alpha .}

## Własności
Jeżeli {\displaystyle p} jest półnormą w przestrzeni {\displaystyle X,} to
- {\displaystyle |p(x)-p(y)|\leqslant p(x-y)} dla wszystkich {\displaystyle x,y\in X,}
- {\displaystyle p(x)\geqslant 0} dla wszystkich {\displaystyle x,y\in X,}
- {\displaystyle p(0)=0.}

Ponadto zbiór
{\displaystyle \{x\in X\colon \,p(x)=0\}}
jest podprzestrzenią liniową przestrzeni {\displaystyle X,} a zbiór
{\displaystyle \{x\in X\colon \,p(x)<1\}}
jest zbalansowanym zbiorem Minkowskiego oraz {\displaystyle p} jest jego funkcjonałem Minkowskiego.

## Przykłady
- Jeżeli {\displaystyle A\subseteq X} jest zbalansowanym zbiorem Minkowskiego, to funkcjonał Minkowskiego {\displaystyle \mu _{A}} jest półnormą.
- Każda norma jest półnormą.

## Wprowadzanie topologii przez rodzinę półnorm
Jeśli {\displaystyle X} jest przestrzenią liniową, to rodzinę {\displaystyle {\mathcal {P}}} półnorm w przestrzeni {\displaystyle X} nazywamy rozdzielającą wtedy i tylko wtedy, gdy dla każdego {\displaystyle x\in X\setminus \{0\}} istnieje półnorma {\displaystyle p\in {\mathcal {P}},} że {\displaystyle p(x)\neq 0.}
Przykładem rozdzielającej rodziny półnorm w przestrzeni liniowo-topologicznej lokalnie wypukłej jest rodzina funkcjonałów Minkowskiego
{\displaystyle \{\mu _{A}\colon \,U\in {\mathcal {B}}\},}
gdzie {\displaystyle {\mathcal {B}}} jest bazą lokalną przestrzeni {\displaystyle X,} złożoną ze zbiorów zbalansowanych i wypukłych.

### Twierdzenie o wprowadzaniu topologii
Niech {\displaystyle {\mathcal {P}}} będzie rozdzielającą rodziną półnorm w przestrzeni liniowej {\displaystyle X} oraz
{\displaystyle U(p,n)=\{x\in X\colon \,p(x)<{\tfrac {1}{n}}\}} dla {\displaystyle p\in P} i {\displaystyle n\in \mathbb {N} ,}
{\displaystyle {\mathcal {B}}={\big \{}\bigcap _{k=1}^{m}U(p_{k},n_{k})\colon \,p_{1},\dots ,p_{m}\in {\mathcal {P}},\,n_{1},\dots ,n_{m}\in \mathbb {N} ,\,m\in \mathbb {N} {\big \}},}
{\displaystyle {\mathcal {B}}(x)=\{x+U\colon \,U\in {\mathcal {B}}\}} dla {\displaystyle x\in X,}
{\displaystyle {\mathcal {T}}={\big \{}\bigcup {\mathcal {R}}\colon \,{\mathcal {R}}\subseteq \bigcup _{x\in X}{\mathcal {B}}(x){\big \}}.}
Wówczas
- {\displaystyle (X,+,\cdot ,{\mathcal {T}})} jest przestrzenią liniowo-topologiczną lokalnie wypukłą, a {\displaystyle {\mathcal {B}}} jest jej bazą lokalną złożoną ze zbiorów zbalansowanych i wypukłych.
- Każda półnorma z rodziny {\displaystyle {\mathcal {P}}} jest funkcją ciągłą.
- Zbiór {\displaystyle A\subseteq X} jest ograniczony wtedy i tylko wtedy, gdy dla każdej {\displaystyle p\in {\mathcal {P}}} istnieje {\displaystyle M\in (0,\infty ),} że dla każdego {\displaystyle x\in A}

{\displaystyle p(x)\leqslant M.}
- Ciąg {\displaystyle (x_{n})_{n\in \mathbb {N} }} punktów przestrzeni {\displaystyle X} jest zbieżny do punktu {\displaystyle x\in X} wtedy i tylko wtedy, gdy dla każdej półnormy {\displaystyle p\in {\mathcal {P}}}

{\displaystyle \lim _{n\to \infty }p(x_{n}-x)=0.}

### Uwaga o przestrzeniach liniowo-topologicznych lokalnie-wypukłych
Jeżeli {\displaystyle X} jest przestrzenią liniowo-topologiczną lokalnie wypukłą, a {\displaystyle {\mathcal {B}}} jest jej bazą lokalną złożoną ze zbiorów zbalansowanych i wypukłych, to topologia otrzymana z powyższego twierdzenia dla rodziny półnorm
{\displaystyle \{\mu _{A}\colon \,U\in {\mathcal {B}}\}}
pokrywa się z wyjściową topologią przestrzeni {\displaystyle X.}

### Metryzowalność topologii wprowadzonej przez rodzinę półnorm
Jeżeli {\displaystyle {\mathcal {P}}} jest przeliczalną i rozdzielającą rodziną półnorm w przestrzeni {\displaystyle X,} a {\displaystyle (p_{n})_{n\in \mathbb {N} }} jest ciągiem wszystkich jej wyrazów oraz {\displaystyle (\varepsilon _{n})_{n\in \mathbb {N} }} jest zbieżnym do zera ciągiem liczb dodatnich, to funkcja {\displaystyle \varrho \colon X\times X\to [0,\infty )} dana wzorem
{\displaystyle \varrho (x,y)=\max\{\varepsilon _{n}{\frac {p_{n}(x-y)}{1+p_{n}(x-y)}}\colon \,n\in \mathbb {N} \}}
jest metryką w zbiorze {\displaystyle X} wyznaczającą topologię otrzymaną z twierdzenia o wprowadzaniu topologii dla rodziny {\displaystyle {\mathcal {P}}.} Ponadto {\displaystyle \varrho } jest metryką niezmienniczą na przesunięcia, a każda kula o środku w zerze jest zbiorem zbalansowanym i wypukłym.